# لوتز اولبریخت
لوتز اولبریخت (انگلیسی: Lutz Ulbricht؛ زادهٔ ۹ نوامبر ۱۹۴۲) قایقران روئینگ اهل آلمان بود.
وی در مسابقات کشوری و بین‌المللی در مجموع برندهٔ ۲ مدال طلا، ۱ مدال نقره، ۱ مدال برنز شده‌است.